# Vegas Jones
Vegas Jones, pseudonimo di Matteo Privitera (Cinisello Balsamo, 28 settembre 1994), è un rapper italiano.
Il nome Vegas è dovuto all'ammirazione dell'artista per le opere cinematografiche di Quentin Tarantino, in particolare per il personaggio di Vincent Vega, Jones è invece in onore di Nasir Jones, rapper americano.

## Biografia

### Gli inizi (2013-2016)
Ascoltatore di musica fin dai primi anni della sua vita, con una particolare passione per la black music e per la cultura statunitense, si avvicina all'hip hop con il writing e successivamente si approccia al rap registrando le prime demo con il fratellastro minore e produttore Majestic trascorrendo la sua adolescenza tra le strade di Cinisello.
Vegas trova sfogo nella musica hip hop all'inizio del 2012, indirizzato dai suoi amici tra i banchi di scuola e rilasciando i suoi primi video su YouTube.
Dal 2013 al 2014 pubblica la sua prima raccolta di brani Funky Shit Vol. 1. Partecipa a svariati contest e nel 2014 vince il OneShotGame organizzato dalla label Honiro ottenendo così il suo primo contratto manageriale con l'etichetta indipendente romana. Lascia la sua città per avvicinarsi a Roma e nel 2015 rilascia il suo primo mixtape Oro Nero dove vengono estratti i videoclip Motorello e Onesto.
A gennaio 2016 abbandona Honiro Label, torna nella sua città natale e pubblica sui social network l'EP Gratta&Vinci pubblicato a metà anno. 
Don Joe, produttore e membro dello storico gruppo rap Club Dogo, porta a firmare Vegas per la sua etichetta Dogozilla Empire.

### Chic Nisello(2016)
A fine novembre 2016 rende disponibile gratuitamente Chic Nisello, mixtape di 16 tracce con vari feat tra cui Emis Killa e Nitro, totalizzando oltre 100 000 download in pochi giorni.
A inizio 2017 Vegas fa uscire il video della traccia Trankilo (feat. Nitro) contenuta in Chic Nisello, certificato in seguito disco d'oro e di platino. Yankee Candle è la sua prima release dopo la firma con la major Universal Music Group, anch'esso certificato disco d'oro e successivamente disco di platino insieme al producer Italo-georgiano Boston George, con il quale è stato in dj-set tour ospite dei locali di tutta Italia, per tutto il 2017. Tra i vari featuring collabora con Bassi Maestro nel suo disco Mia Maestà e con il brand Nike nella traccia Nike fast.
Chiude quindi l'anno con 2 singoli di platino, 3 singoli d’oro e pubblicando il pezzo Boom: un traccia-messaggio che lancia il suo primo album ufficiale Bellaria, pubblicato il 23 marzo per Universal Music.

### Bellaria(2018)
Il primo album ufficiale di Vegas ha il nome di Bellaria, ispirato al soprannome del rapper cinisellese e contiene collaborazioni con MadMan, Gemitaiz, Gué Pequeno e l’artista dominicana Jenn Morel. Malibu, il secondo estratto dell’album, è stato certificato triplo platino. Oltre ad essere il suo brano più ascoltato, il singolo ha riscosso un grande successo a livello di ascolti tale da finire tra le top 20 canzoni più ascoltate dell'estate.
Arriva anche la prima collaborazione internazionale con il gruppo musicale OneRepublic. Il brano intitolato Start Again è stato prima trasmesso in radio poi reso disponibile in versione digitale. I singoli sono stati promossi anche attraverso vari festival televisivi dove fa la sua prima apparizione.
Il 23 novembre esce la riedizione di Bellaria, denominata Gran Turismo e comprensiva di sette brani aggiuntivi, tra cui il singolo Pelle d'oca. Il 1º febbraio 2019 invece arriva la firma con Sony Music.

### La bella musica(2019)
Il 28 giugno 2019 è stato pubblicato il singolo Puertosol, volto ad anticipare il secondo progetto in studio dell'artista. Il secondo album ufficiale di Vegas Jones si chiama La bella musica  ed è uscito l'8 novembre 2019. È stato annunciato con un post su Instagram, in cui è stata mostrata anche la copertina dell'album. Nel lavoro è presente un solo featuring con Fabri Fibra nella traccia Presidenziale. Il 23 Agosto 2021 l'album è stato certificato disco d'oro.
Nel 2020 pubblica l'EP Giro veloce, anticipato dai singoli 12-0PM e Plug.
Nel 2021 viene invitato a Sanremo da Aiello (uno dei cantanti in gara) per la serata delle cover. 
Hanno cantato Gianna di Rino Gaetano, esibendosi per ultimi.
Ad agosto riceve il "Premio Lunezia Rap" per il valore musical-letterario dell'Album “La bella musica”.

### Jones (2023)
Il 23 Giugno 2023, pubblica il suo nuovo progetto. Anticipato dai singoli "Da solo", in featuring con Nitro e Nayt, e "Il mio dawg", dove campiona la sigla di Dragon Ball cantata originariamente da Giorgio Vanni. Il progetto contiene 13 tracce, realizzate con diversi producer e la presenza di featuring con artisti tra cui il Tre, Nitro, Nayt, Mostro, Gemitaiz, MV Killa, Quentin40, Diss Gacha e gli Slings.

### Primetime (2025)
Dopo i singoli stand-alone Facts del 21 febbraio 2024, Momento e momento del 12 aprile 2024, Luce del 26 luglio 2024, Skyline (con Chiara Grispo) del 29 novembre 2024 e Sassolini nelle Nike del 5 febbraio 2025, Vegas Jones pubblica l'EP Primetime datato 11 aprile 2025.

## Discografia

### Album in studio
- 2018 – Bellaria
- 2019 – La bella musica

### Mixtape
- 2015 – Oro nero
- 2016 – Chic Nisello
- 2023 – Jones

### EP
- 2014 – Cordiali saluti Skillstape
- 2016 – Gratta & vinci Skillstape
- 2020 – Giro veloce
- 2025 – Primetime

### Singoli
Come artista principale
- 2017 – Yankee Candle
- 2018 – Malibu
- 2018 – Brillo (feat. Gemitaiz e MadMan)
- 2018 – Pelle d'oca
- 2018 – 1000 domande
- 2019 – Puertosol
- 2019 – Follia del mattino
- 2020 – 12-0 PM
- 2020 – Plug
- 2020 – Sballo shallo (feat. Salmo)
- 2021 – Due spicci
- 2022 – Amnésie (feat. Nika Paris)
- 2023 – Da solo (feat. Nitro e Nayt)
- 2023 – Il mio dawg
- 2024 – Facts
- 2024 – Momento e momento
- 2024 – Luce
- 2024 – Skyline (feat. Chiara Grispo)
- 2025 – Sassolini nelle Nike

Come artista ospite
- 2019 – Ricco (Giaime feat. Vegas Jones)
- 2020 – Ossigeno (Nitro feat. Vegas Jones)
- 2022 – Champions Dream (Gollorius feat. Vegas Jones)
- 2022 – Lacrima (Quentin40 feat. Vegas Jones)

#### Collaborazioni
- 2015 – F.L.U.S. (Amill Leonardo feat. Vegas Jones)
- 2015 – Ispirazione (Mostro, Lowlow feat. Vegas Jones)
- 2015 – Fossa comune (Lowlow feat. Vegas Jones)
- 2015 – Fiori di Bach (SAC1 feat. Vegas Jones)
- 2016 – Niente (Paskaman feat. Sek, Vegas Jones, Andry The Hitmaker)
- 2016 – Sincero (Faser feat. Vegas Jones)
- 2017 – Poco cash (Bassi Maestro feat. Vegas Jones)
- 2017 – Lady Gaga (Vale Lambo & Lele Blade & Yung Snapp feat. Vegas Jones)
- 2017 – Non fotti (Maruego feat. Vegas Jones)
- 2017 – Paglia (Halba x Foldino feat. Vegas Jones)
- 2017 – Italieno (Cromo feat. Vegas Jones)
- 2017 – Hermanos (Paskaman feat. Vegas Jones)
- 2017 – Via da qui (Shorty Shok feat. Vegas Jones)
- 2018 – Claro (Emis Killa feat. Vegas Jones, Gemitaiz)
- 2018 – Vibe (Baby K feat. Vegas Jones, Gemitaiz)
- 2018 – Immortale (Måneskin feat. Vegas Jones)
- 2018 – Rossi (Gemitaiz feat. Vegas Jones, Nayt)
- 2019 – Scarpe fashion (Young Slash feat. Vegas Jones)
- 2019 – Non mollo mai (Irama feat. Vegas Jones, The Kolors)
- 2019 – Collage (Żabson feat. Vegas Jones)
- 2020 – Torna a casa (Giaime feat. Vegas Jones)
- 2020 – Kyte sul tempo (Dani Faiv feat. Vegas Jones)
- 2020 – 80 fame (Young Slash feat. Vegas Jones)
- 2020 – Feste degli altri (Gianni Bismark feat. Vegas Jones)
- 2020 – Aurora boreale (Nicola Siciliano feat. Vegas Jones)
- 2021 – Apollo 13 (Il Tre feat. Vegas Jones)
- 2021 – Surf (Slings feat. Vegas Jones)
- 2021 – Piano A (Halba x Foldin] feat. Vegas Jones)
- 2022 – No va be (Il Pagante feat. Vegas Jones & Chadia Rodríguez)
- 2022 – Qualcosa cambia (Not Good feat. Vegas Jones)
- 2023 – Ti ricorderai di me (Dani Faiv feat. Vegas Jones)
- 2023 – Ex (Shade feat. Vegas Jones e Giaime)
- 2023 – Liscio (Gemitaiz feat. Vegas Jones)
- 2024 – Ambientalista (3D feat. Dani Faiv, Vegas Jones e MadMan)
- 2024 – Spirito puro (Diss Gacha feat. Izi e Vegas Jones)
- 2024 – Hyundai (Sick Budd feat. Nitro e Vegas Jones)